# Lake City (Georgia)
Lake City es un ciudad ubicado en el condado de Clayton en el estado estadounidense de Georgia. En el censo de 2000, su población era de 2.886.

## Demografía
En el 2000 la renta per cápita promedia del hogar era de $38,929, y el ingreso promedio para una familia era de $42,600. El ingreso per cápita para la localidad era de $15,877. Los hombres tenían un ingreso per cápita de $26,875 contra $24,490 para las mujeres.

## Geografía
Lake City se encuentra ubicado en las coordenadas 33°36′29″N 84°20′26″O / 33.60806, -84.34056 (33.608109, -84.340481).
Según la Oficina del Censo, la localidad tiene un área total de 4,7 km² (1,8 mi²), de la cual 4,7 km² (1,8 mi²) es tierra y 0 km² (0 mi²) (0.00%) es agua.

## Educación
Las Escuelas Públicas del Condado de Clayton gestiona escuelas públicas.